# Коломцы (остров)
Коломцы (или Варанья) — остров в западной части Псковского озера, в 0,4 км от его берега.
Единственный населённый пункт — одноимённая деревня Коломцы (бывшая Красная Полярная Звезда). Численность населения деревни и острова по оценке на конец 2000 года составляет 39 жителей, по переписи 2002 года — 29 жителей. Ближайший населённый пункт на континенте — деревня Лисье — находится в 0,5 км к югу от острова, с которым соединён дорогой по насыпной дамбе. Административно относится к Печорскому району Псковской области и входит в муниципальное образование Кулейская волость. Волостной центр, деревня Кулье, расположен в 6 км к западу от острова; областной центр, город Псков, — в 40 км к юго-востоку.
Протяжённость острова с севера на юг составляет до 1,6 км, с запада на восток — от 0,4 до 0,6 км в центральной части и более 0,3 км в южной). Площадь — около 0,5 км².
Остров входит в государственный памятник природы Псковской области «Западный берег Псковского озера», созданный согласно Постановлению Администрации Псковской области от 14 августа 2007 года N 345 "О государственном памятнике природы Псковской области «Западный берег Псковского озера». Остров характеризуется наличием мест обитания водоплавающих и околоводных птиц, включая особо охраняемых, он является также местом гнездования, отдыха и кормления перелётных и водоплавающих птиц.

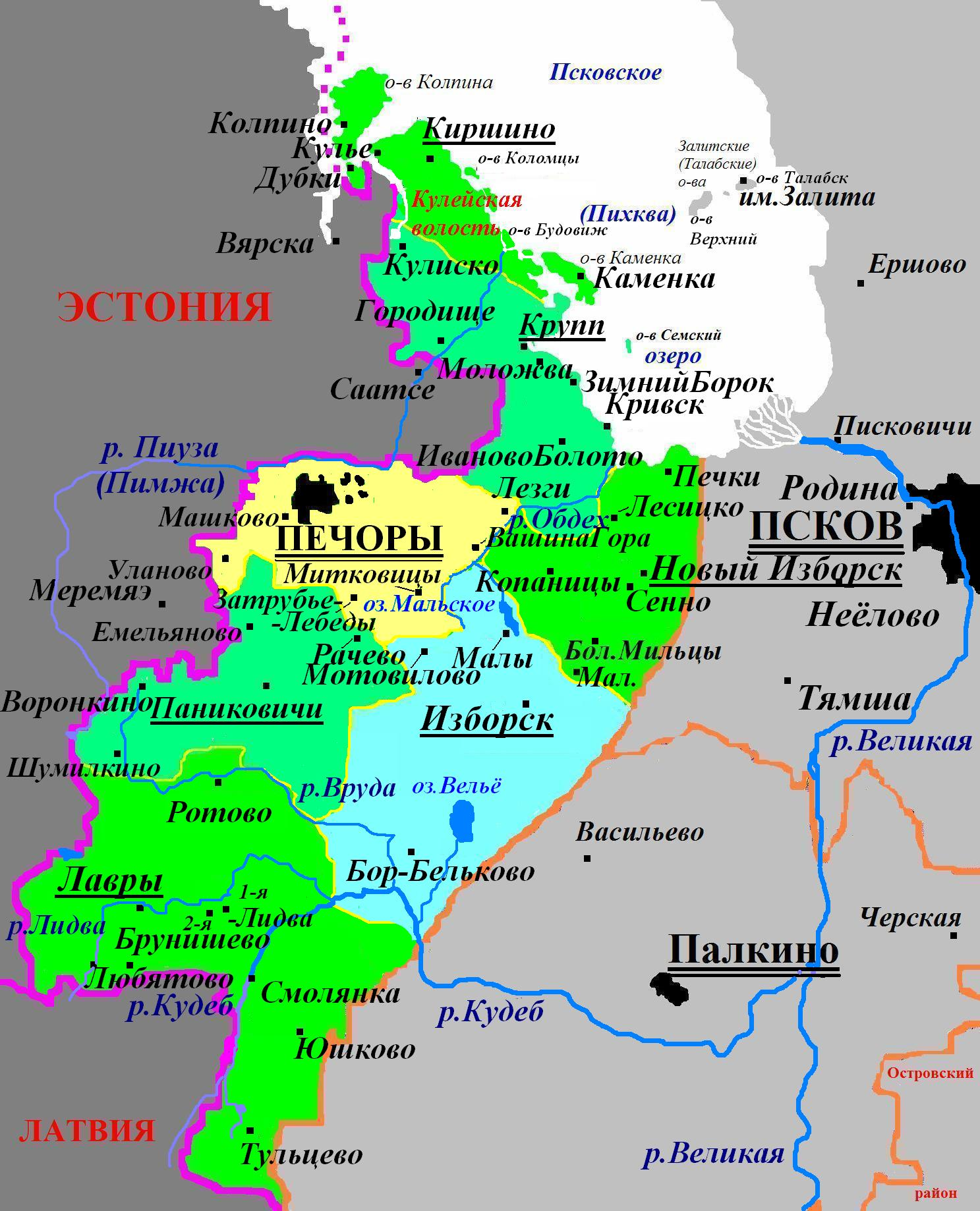
Карта Печорского района.